# Barum (Uelzeni járás)
Barum település Németországban, azon belül Alsó-Szászország tartományban. Lakosainak száma 781 fő (2023. december 31.).

## Népesség
A település népességének változása:
| Lakosok száma | 822  | 787  | 779  | 777  | 756  | 768  | 781  |
|               | 2014 | 2016 | 2017 | 2019 | 2021 | 2022 | 2023 |